# Латам (Канзас)
Латам (енгл. Latham) град је у америчкој савезној држави Канзас.

## Демографија
По попису из 2010. године број становника је 139, што је 25 (-15,2%) становника мање него 2000. године.
| Група             | 2000.       | 2010.       |
| Белци             | 153 (93,3%) | 132 (95,0%) |
| Афроамериканци    | 0 (0,0%)    | 0 (0,0%)    |
| Азијати           | 0 (0,0%)    | 0 (0,0%)    |
| Хиспаноамериканци | 1 (0,6%)    | 3 (2,2%)    |
| Укупно            | 164         | 139         |